# Sylvie Rollet
 (juin 2025).
Motif : Où sont les sources secondaires centrées et indépendantes qui montrent que les critères d'admissibilité sont atteints ?
- Archive Wikiwix
- Bing
- Cairn
- DuckDuckGo
- E. Universalis
- Gallica
- Google
- G. Books
- G. News
- G. Scholar
- Persée
- Qwant
- (zh) Baidu
- (ru) Yandex
- (wd) trouver des œuvres sur Wikidata

| 1. | Préciser le motif de la pose du bandeau. | Précisez le motif de la pose du bandeau en utilisant la syntaxe suivante : {{admissibilité à vérifier\|date=juin 2025\|motif=remplacez ce texte par le motif}}                     |
| 2. | Informer les utilisateurs concernés.     | Pensez à avertir le créateur de l'article, par exemple, en insérant le code ci-dessous sur sa page de discussion : {{subst:avertissement admissibilité à vérifier\|Sylvie Rollet}} |

Pour les articles homonymes, voir Rollet.
Sylvie Rollet, née le 17 avril 1952 à Tunis en Tunisie, est une universitaire et essayiste française. 
Ses recherches portent sur les formes cinématographiques de l'histoire et de la mémoire. Elle est spécialiste de l'œuvre documentaire et de fiction des cinéastes d'Europe centrale, de Russie, du Caucase et des Balkans.

## Biographie
Après des études de philosophie, d'histoire et de littérature, Sylvie Rollet a d'abord enseigné en lycée professionnel. Après avoir été reçue à l'agrégation de lettres modernes en 1992, Sylvie Rollet a rejoint l'IUFM puis l'université, où elle a consacré ses recherches et son enseignement à l'analyse des formes filmiques d'écriture de l'histoire. 
Titulaire d'un Diplôme d'études approfondies en 1993 et d'un doctorat en Études cinématographiques en 2001 de l'université de Paris 3 Sorbonne nouvelle, elle a enseigné dans l'UFR Arts et médias de cette université de 1997 à 2013. Elle est alors devenue professeure des universités en esthétique et histoire du cinéma à l'université de Poitiers, dont elle est professeur émérite depuis 2017. De 2015 à 2017, elle a été membre de la 18e section du Conseil National des Universités (CNU). Rattachée aux laboratoires IRCAV (Sorbonne Nouvelle) et Forellis (Poitiers), elle est aussi, depuis 2021, vice-présidente du conseil scientifique de la fondation de la Maison des Sciences de l'Homme.
Sylvie Rollet a créé en 2014 aux éditions Hermann la collection « L'esprit du cinéma », qu'elle dirige depuis lors. Huit ouvrages ont été publiés dans ce cadre. Elle a fondé en 2003 et codirige, avec Christa Blümlinger, Sylvie Lindeperg et Marguerite Vappereau, le groupe de recherche interuniversitaire « Théâtres de la mémoire », rattaché à l'IRCAV (Sorbonne nouvelle), l'HICSA (Paris 1-Panthéon Sorbonne) et l'ESTCA (Université Paris 8 Vincennes Saint Denis), qui se consacre aux relations entre poétiques cinématographique, mémoire et histoire contemporaine. Ce groupe rassemble 35 chercheurs dont 18 jeunes docteurs et doctorants. 
Elle a organisé 10 colloques et journées d'études internationaux de 2004 à 2020, dont un en Finlande et un au centre culturel canadien de Paris. 
Elle a encadré 10 thèses de doctorat, dont 6 ont d'ores et déjà été soutenues.
À l'étranger, Sylvie Rollet a présenté des communications, en tant que professeure invitée, à quatre cycles de conférences en Espagne, en Finlande, au Cambodge et au Sénégal, et à douze conférences notamment en Belgique, au Brésil et à Hong Kong. Elle a également communiqué dans 16 colloques, notamment en Allemagne, en Grèce, en Israël, en Italie, à Macao, aux Pays-Bas, en Roumanie, en Slovénie et en Suède, En France, elle a été invitée à s'exprimer dans 39 conférences et a présenté des communications dans 28 colloques.

## Publications

### Ouvrages personnels
- Enseigner la littérature avec le cinéma, Nathan, coll. « Perspectives didactiques », Paris, 1996, 288 pages.
- Voyage à Cythère, la poétique de la mémoire d'Angelopoulos, L'Harmattan, coll. « Esthétiques », Paris, 2003, 374 pages[8].
- Une éthique du regard : le cinéma face à la Catastrophe, d'Alain Resnais à Rithy Panh, Hermann, coll. « Fictions pensantes », Paris, 2011, 274 pages[9].

### Ouvrage en collaboration
- Jean Renoir La règle du jeu , avec France Demarcy, CNED, collection Littérature et Cinéma, Paris, 1999, 58 pages et film vidéo de 75 minutes.

### Direction scientifique d'ouvrages collectifs
- Angelopoulos au fil du temps, presses Sorbonne nouvelle, collection Théorème, Paris, 2007, 190 pages[10].
- Théâtres de la mémoire, mouvement des images, avec Christa Blümlinger, Michèle Lagny, Sylvie Lindeperg et François Niney, presses Sorbonne nouvelle, collection Théorème, Paris, 2010, 176 pages[11].
- Paysage et Mémoire : cinéma, photographie, dispositifs, avec Christa Blümlinger, Michèle Lagny et Sylvie Lindeperg, presses Sorbonne nouvelle, collection Théorème, Paris, 2014, 158 pages[12].
- Bela Tarr : de la colère au tourment, avec Corinne Maury, Yellow Now, Belgique, Crisnée, 2016, 166 pages[13].
- Qu'est-ce qu'un geste politique au cinéma, avec Véronique Campan et Marie Martin, PUR, Rennes, 2019, 242 pages[14].

### Édition scientifique
- Michèle Lagny : Hors cadre, imaginaires cinématographiques de l'Histoire, avec Emmanuelle André, Christa Blümlinger et Sylvie Lindeperg, Hermann, collection L'esprit du cinéma, Paris, 2020, 272 pages[15],[16].